# James Stuart, 2. Earl of Bute
James Stuart, 2. Earl of Bute (* zwischen 1680 und 1696; † 28. Januar 1723 in London) war ein britischer Peer und Politiker.

## Leben
Er entstammte einer Nebenlinie des Hauses Stuart und war der Sohn und Erbe von James Stuart, 1. Earl of Bute, und dessen erster Gattin Agnes Mackenzie, Tochter des Lord Advocate Sir George Mackenzie of Rosehaugh (1636–1691).
Beim Tod seines Vaters erbte er 1710 dessen schottische Adelstitel als 2. Earl of Bute. Von 1715 bis 1723 war er als schottischer Representative Peer Mitglied des britischen House of Lords. Von 1715 bis 1723 hatte er das Amt des Lord Lieutenant von Bute und von 1721 bis 1723 das Hofamt eines Lord of the Bedchamber inne.
Nach dem Tod seines Großvaters und seiner Onkel mütterlicherseits führte er einen langen Rechtsstreit um deren Nachlass und bekam diesen schließlich zugesprochen. Die so erhaltenen Ländereien der Mackenzie of Rosehaugh umfassten das Gut Rosehaugh auf der Black Isle in Ross-shire sowie Ländereien in Forfarshire, Perthshire und mehrere Häuser in London.

## Ehe und Nachkommen
Im Februar 1711 heiratete er Anne Campbell, eine Tochter von Archibald Campbell, 1. Duke of Argyll. Mit ihr hatte er drei Söhne und fünf Töchter:
- John Stuart, 3. Earl of Bute (1713–1792);
- Rt. Hon. James Stuart-Mackenzie (1719–1800), Keeper of the Privy Seal of Scotland;
- Hon. Archibald Stuart († jung);
- Lady Mary Stuart († 1773) ⚭ 1729 Sir Robert Menzies, 3. Baronet;
- Lady Elizabeth Stuart (*† 1717);
- Lady Anne Stuart († 1786), ⚭ James Ruthven, 5. Lord Ruthven of Freeland;
- Lady Jean Stuart († 1802), ⚭ William Courtenay;
- Lady Grace Stuart († 1783), ⚭ John Campbell, Lord Stonefield.

Als er 1723 starb, erbte sein ältester Sohn John seine Adelstitel und sein wesentliches Vermögen. Der Nachlass der Mackenzie of Rosehaugh fiel hingegen an seinen jüngeren Sohn James, der daraufhin seinen Familiennamen zu „Stuart-Mackenzie“ ergänzte.